# Prosoponoides kaharianus
Prosoponoides kaharianus là một loài nhện trong họ Linyphiidae.
Loài này thuộc chi Prosoponoides. Prosoponoides kaharianus được Alfred Frank Millidge & Anthony Russell-Smith miêu tả năm 1992.